# ライン (漫画)
『ライン』は、小手川ゆあによる日本の漫画。『月刊少年エース』（角川書店）において、2003年8月号から2003年11月号まで連載された。全4話。単行本は角川コミックス・エースより全1巻刊行。2012年12月に舞台化された。

## ストーリー
今時の女子高生・チーコは、駅で1台の携帯電話を拾う。それが悪夢の始まりだった。その電話にかかって来るのは謎の連続自殺予告。指定場所にタイムリミットまでに着かなければ、自殺が実行されてしまう。碌に話もしたことのない優等生・バンドーと共に、自殺を止めるため夜の街を疾走する。

## 登場人物
柿崎 チーコ（かきざき チーコ）
おしゃれと遊びが好きな今時の女子高生。勉強は嫌いで運動も「ぐてぐて」。ブロンドのロングヘアーで、「かわいくてチチがでかい」ムードメーカー。1件目の自殺に際し、目の前にいたバンドーにちょっと付き合ってくれないかと思わず声をかける。
坂東（ばんどう）
チーコのクラスメートの女子高生。チーコとは正反対で、勉強も運動も優秀。学校では本を読んでばかりいる。ショートカットで眼鏡をかけており、顔は良いが胸は小さい。1件目の自殺現場に居合わせ、面白そうだからとチーコに付き合う。
タスク
チーコが拾った携帯電話に、連続自殺予告をかけて来る謎の男。未来が予知できると言い、「予知で見えた未来を変えて欲しい、君が“最後の希望”として自殺志願者達に選ばれた」とチーコに語る。

## 書誌情報
小手川ゆあ 『ライン』 角川書店〈角川コミックス・エース〉、全1巻
- 2003年12月25日発行（同日発売[1]）、ISBN 4-04-713587-9

## 舞台
2012年12月5日〜9日まで新宿シアターサンモールにて公演。主人公2人の性別が女性から男性に変更されている。

### スタッフ
脚本・演出：西永貴文(猫☆魂)
物販ディレクション制作：清水みちる(礼泉堂)
衣装：吉田実穂
協力：猫☆魂、TUFF STUFF
主催：礼泉堂、ライン製作委員会

### キャスト
- トール（貴志利透） - 古川雄大
- ツバサ（不動翼） - 谷口賢志
- ゴウダ（業田毅） - 小田井涼平
- サメジマ（鮫島玲子） - 黒坂真美
- ミコト（鞘草弥琴） - 高橋良輔
- ユリ（渡部百合） - 河村唯（アイドリング!!!）
- ユウジ（末永雄司） - 一内侑
- サンタ（三太） - 竹内諒太
- ウナギ（鰻悠真） - 渡部忍
- タスク（佑） - 根本正勝 ※声の出演

### DVD
舞台「ライン」（2013年4月発売、有限会社 礼泉堂） RZD-1301